# Lebowitz contre Lebowitz
Lebowitz contre Lebowitz est une série télévisée française créée par Laurent Burtin, Nathalie Suhard et Jacques Bastier, diffusée en Belgique du 25 février 2016 au 9 novembre 2017 sur La Une (RTBF) et du 2 mars 2016 au 7 mars 2018 sur France 2.

## Synopsis
Paule est une brillante avocate de 52 ans qui a consacré sa vie au cabinet qu’elle a créé avec son ex-mari, Simon Lebowitz. Sa vie bascule le jour où elle découvre que Simon s’est secrètement remarié avec Irène, une associée de 20 ans sa cadette, qu’elle avait elle-même recrutée. Et lorsque Simon meurt brutalement d’une crise cardiaque, Paule et Irène se retrouvent inéluctablement liées pour diriger le cabinet Lebowitz. Deux rivales de taille. Un crêpage de chignon en bonne et due forme pour obtenir leur part de l’héritage de Simon.

## Fiche technique
- Titre : Lebowitz contre Lebowitz
- Réalisation : Frédéric Berthe et Christophe Barraud
- Créateurs : Laurent Burtin, Nathalie Suhard et Jacques Bastier
- Scénario : Philippe Paimblanc, Zac Andianas et Igor Skreblin
- Musique originale : Charles Papasoff
- Image : Christophe Legal
- Son : David Rit, Éric Legarçon et Éric Bonnard
- Costumière: Marie-Noëlle Van Meerbeek
- Montage : Véronique Lindenberg
- Directrice de production : Marie Madec
- Production : Clémentine Dabadie et Thomas Viguier
- Sociétés de production : Chabraque Production et Ryoan, avec la participation de France Télévisions
- Co-production : Be-Films, RTBF et Radio télévision suisse
- Post-Production : Guillaume Bauer et Deflight
- Pays d'origine : France
- Lieu de tournage : Paris (île-de-France)
- Genre : série judiciaire
- Durée : 55 minutes

## Distribution

### Acteurs principaux
- Clémentine Célarié : Paule Lebowitz
- Caroline Anglade : Irène Lebowitz
- Michel Jonasz : Georges Warnier
- Cécile Rebboah : Nadia Benesch
- Nicolas Grandhomme : David Moncey
- Michèle Moretti : Mouna Lebowitz, mère de Simon
- Igor Skreblin : Pavel

### Acteurs récurrents
- Élisabeth Vitali : Aline Leroy
- Philippe Paimblanc : Roland Lebowitz
- Azize Kabouche : Procureur Alain Forest
- Gaël Giraudeau : Julien Ocelot

### Invités
- Antoine Duléry : Simon Lebowitz (épisode 1)
- Audrey Quoturi : la femme de Franck Saurin (épisode 1)
- Victoire Bélézy : Élodie Leroy (épisode 1)
- Gaëlle Bona : Stéphanie Authier (épisode 2)
- David Pujadas : lui-même (épisode 3)
- Éric Naggar : Rabbin Félix Meyer (épisode 3)
- Valérie Baurens : Emilia Fiorini (épisode 6)
- Victor Meutelet : Matthieu Brousse (épisode 9)
- Philippe Résimont : Le juge Rollin (épisode 9)
- Emmanuel Patron : Maître Gilles Carbon (épisodes 10 et 18)
- Loris Freeman : Fabien Sandre  (épisode 10)
- Luce Mouchel : La mère de Fabien Sandre (épisode 10)
- Catherine Hosmalin : Blanche Labastide, la mère d'Anouk  (épisode 10)
- Claire-Lise Lecerf : Anouk  (épisode 10)
- Olivier Claverie : Le président du tribunal (épisode 13)
- Rémi Pédevilla : Niels Kristorsson (épisode 14)
- Jean-François Lescurat : Alix Founier (épisode 14)
- Nicolas Van Beveren : Lavéra (épisode 15)
- Nicolas Marié : Stéphane Verdier (épisode 15)
- Jean-Gabriel Nordmann : Nathan Tannenzaft, le psychologue (épisodes 14, 15 et 16)
- Julie Danlébac : Anne-Sophie (épisode 16)

## Épisodes

### Première saison (2016)
1. Tout l'amour que j'ai pour toi
2. L'Envie d'aimer
3. Elle est à moi
4. L'Ombre d'un doute
5. Présumé coupable
6. Le Fils Préféré
7. Défense concertée
8. Esprit de famille

### Deuxième saison (2017)
1. Bébé blues
2. La raison du plus fort
3. Une montagne magique
4. Delta Charlie Delta
5. Le procès Julien Ocelot
6. Où va le blanc quand la neige fond ?
7. Non bis in idem
8. Le seul médicament, c'est le Zouk

## Tournage
La saison 2 a été tournée en région parisienne, entre avril et juin 2017.

## Audience
La saison 1 a réuni une moyenne de 4 millions de téléspectateurs en France. Un résultat suffisant pour permettre une deuxième saison.

## Accueil critique
Le magazine belge Moustique estime que la première saison s'est améliorée au cours du temps : « Après un début caricatural et hystérique, on avait en effet vu Clémentine Célarié se calmer [...] et les personnages se poser. On sortait du vaudeville. On découvrait même quelques dialogues comiques plutôt bien écrits. » La journaliste Hélène Delforge juge plus sévèrement la deuxième saison : « On en est sorti avec une impression d'avoir vu un vieux scénar' de working girl des années 80. »

## Fin de la série
En mars 2018, malgré de bonnes audiences, France 2 décide d'arrêter la série après deux saisons alors que les scénaristes planchaient déjà sur la saison 3.

### Revue de presse
- Propos de Clémentine Célarié recueillis par Caroline Pouzet-Tronche, « Clémentine Célarié toujours battante. La comédienne campe une pétulante avocate dans la nouvelle série judiciaire de France 2 », Télécâble Sat Hebdo no 1347, SETC, Saint-Cloud, 22 février 2016, p. 10,  (ISSN 1630-6511)